# Померанцев, Глеб Борисович
Глеб Борисович Померанцев (14 июля 1920, Ростов-на-Дону — 30 марта 2003, Актау) — советский инженер-исследователь, заместитель главного инженера Комбината № 817 по научной работе и ядерной безопасности, заместитель главного инженера « БН- 350» (г.Шевченко)
Источник: Померанцев Глеб Борисович / Персоналии // Эволюция отрасли /// История Росатомадоктор технических наук (1967), профессор (1968), член-корреспондент Академии Наук Казахской ССР (1975), лауреат Сталинской и Ленинской премий.

## Биография
Будущий ученый родился 14 июля 1920 в г. Ростов-на-Дону, затем его семья переехала в г. Пензу, где Глеб в 1938 году окончил школу.
В 1939 году поступил на физический факультет Ленинградского Государственного университета. Война помешала окончить университет, и к учёбе он вернулся уже после 1945. В 1947 окончил Ленинградский государственный университет и был направлен на работу в город Челябинск-40 (ныне г. Озёрск Челябинской области) на завод № 817 (ныне ФГУП «ПО Маяк»), где строился первый в СССР промышленный уран-графитовый реактор «А» для наработки плутония.
Источник: Померанцев Глеб Борисович / Персоналии // Эволюция отрасли /// История Росатома.<>
Г. Б. Померанцев был принят на работу 3 декабря 1947 года, 20 декабря 1947 года его зачислили инженером-физиком на реактор «А», в хозяйство Архипова. Дальше его карьера шла по нарастающей: старший инженер-физик, и.о. начальника ПТО реактора «А», заместитель научного руководителя реактора «А». 1 апреля 1952 года Г. Б. Померанцев становится и.о. заместителя научного руководителя изотопного реактора «АИ», пущенного двумя месяцами ранее. 15 декабря 1953 года Г. Б. Померанцева назначают начальником расчетно-теоретического отдела Центральной заводской лаборатории, а 1 июня 1953 года — заместителем научного руководителя по научно-исследовательской работе реактора «АИ». Еще через два с половиной года Г. Б. Померанцев становится заместителем главного инженера по СК и изотопам, заместителем главного инженера по научной части и изотопам ПО «Маяк».
Г. Б. Померанцев оставил заметный след в деятельности комбината 817 в части организации эксплуатации новых режимов работы реакторов. Он также участвовал в пуске реакторов, расчетах загрузки, увеличении мощности реакторов, отладке азотного дутья, обеспечении ядерной безопасности, способствовал повышению стойкости урановых блочков.
В составе группы будущих эксплуатационников реактора «А» Г. Б. Померанцев прошел в 1948 году производственную практику в Москве, в Лаборатории № 2 на реакторе Ф-1. Там, непосредственно участвуя в управлении реактором, измерении физических характеристик материалов для сооружаемого промышленного реактора, урановых блочков, графита, технологических каналов), знакомясь с дозиметрической аппаратурой и правилами радиационной безопасности и защиты от нейтронного и гамма-излучения, практиканты приобретали опыт, который пригодился им в дальнейшем при наладке и эксплуатации реактора «А».
При подготовке реактора «А» к пуску Г. Б. Померанцев входил в группу дежурных физиков на центральном пульте. После пуска реактора «А» в июне 1948 года Г. Б. Померанцев руководил группой учета работы реактора «А» («ГУРА»). Группа, в частности, занималась расчетом накопления урана в реакторе, вела историю графитовых ячеек и технологических каналов, учет проведенных работ. А. Г. Померанцев, помимо общего руководства группой, много занимался вопросами экономики.
После успешного испытания первой советской атомной бомбы Указом Президиума Верховного Совета СССР «О награждении орденами СССР научных, инженерно-технических работников, наиболее отличившихся при выполнении специального задания правительства» от 29 октября 1949 года Г. Б. Померанцев был награжден орденом Трудового Красного Знамени.
Важную роль в реализации технических задач реакторной технологии на комбинате играли решения, принимаемые на оперативных совещаниях, регулярно проводимых главным инженером или директором комбината. Г. Б. Померанцев всегда принимал в их работе самое активное участие.
6 декабря 1951 года Постановлением СМ СССР «О награждении и премировании за выдающиеся научные работы в области использования атомной энергии, за создание новых видов изделий РДС, достижения в области производства плутония и урана-235 и развития сырьевой базы для атомной промышленности» Г. Б. Померанцеву была присуждена Сталинская премия второй степени.
С марта по октябрь 1952 года на реакторе «АИ», пущенном в феврале 1952 года, под руководством Г. Б. Померанцева было испытано несколько партий ядерного топлива, изготовленного на основании данных предварительных испытаний. Новые рекомендации Г. Б. Померанцева разработчики и завод-изготовитель использовали при изготовлении очередной партии. В дальнейшем руководитель 4-го Главного управления Минсредмаша А. Д. Зверев издал приказ о запрете испытания новых твэлов на промышленных реакторах, а только в реакторе «АИ», и лишь после положительных результатов разрешалось использовать новые твэлы на промышленных реакторах.
К 1954 году на комбинате функционировало уже шесть промышленных реакторов. Мощным импульсом к расширению исследований для физической лаборатории послужила необходимость повышения их мощности. Потребовалось провести нейтронно-физические и теплофизические расчеты, определить новые оптимальные режимы работы реакторов, наработку полезных продуктов, изучить поведение графитовой кладки и технологических каналов и блочков на существенно возросших уровнях мощности. Г. Б. Померанцев с коллегами провели расчеты и определили оптимальные загрузки топлива и режимы работы промышленных реакторов, обеспечивших максимальную производительность при минимальных затратах сырья.
В середине 1950-х на ПО «Маяк» состоялось последнее заседание технического совета с участием И. В. Курчатова. На нем рассматривалась проблема массовой течи технологических каналов. С докладом на совете выступил заместитель главного инженера комбината по научной работе и изотопам Г. Б. Померанцев. В докладе обсуждались результаты опытов по аэрированию технологической воды, изменению показателя pH и добавления в воду ингибиторов. После реализации решений технического совета коррозионное разрушение технологических каналов резко снизилось.
24 декабря 1956 года реактор «АИ» был переведен в основном на изотопный режим по производству радионуклидов 14С, 36Cl и короткоживущих радионуклидов. Технология производства изотопов была разработана группой инженеров-физиков под руководством Г. Б. Померанцева.
Г. Б. Померанцев внес большой вклад в совершенствование конструкции и технологии реактора «АВ-3», работавшего на наработку плутония. За семь лет — с мая 1954 года, когда был завершен его капитальный ремонт — мощность реактора увеличилась в 3 раза благодаря усилиям Г. Б. Померанцева и его коллег. Впервые в СССР реактор «АВ-3» был переведен в смешанный режим работы на уране обогащением 21 % с алюминиевой керамикой.
Об особом вкладе Г. Б. Померанцева в реакторное производство свидетельствует случай, происшедший на реакторе «А», когда было выявлено появление осколков деления в технологической воде, что свидетельствовало о разгерметизации топлива. Реактор был немедленно остановлен, для его пуска было необходимо срочно выявить аварийный канал. Но как выделить его из сотен других, совершенно аналогичных, если расходомер дал сбой и не зафиксировал номер канала? Г. Б. Померанцев предложил И. В. Курчатову, руководившему работами, найти место аварии на основании записей температур в каждом канале. И. В. Курчатов усомнился в такой возможности, но пообещал, если молодой физик сможет реализовать задуманное, присвоить ему ученую степень кандидата наук.
Через четыре часа Г. Б. Померанцев вышел из предоставленного ему отдельного кабинета, и сообщил, что по его расчетам, это канал номер 12–16 и четыре канала вокруг него, пообещав в случае ошибки уволиться по собственному желанию.
И. В. Курчатов дал добро на поочередное извлечение каналов, указанных Померанцевым. Дефективным оказался третий по счету канал, № 13–17. Его извлекли, аккуратно перетащили с помощью крановой тележки в угол зала и утопили в водяном могильнике.
И. В. Курчатов, скончавшийся 7 февраля 1960 года, тем не менее сдержал слово. В 1961 году в Институте атомной энергии им. Курчатова Г. Б. Померанцев защитил диссертацию на соискание ученой степени кандидата наук по совокупности выполненных работ. А в 1967 году там же — диссертацию на соискание ученой степени доктора технических наук.
С 1963 по 1968 гг., наряду с основной работой, Г. Б. Померанцев заведовал кафедрой ядерной физики и техники в вечернем отделении № 1 Московского инженерно-физического института (МИФИ) в г. Озёрске, отдав много сил и энергии воспитанию молодого поколения талантливых ученых. В 1967 году его утвердили в ученом звании доцент, а в 1968 году — в ученом звании профессор. В 1968 году, в связи с 25-летием Института атомной энергии им. И. В. Курчатова, он был награжден памятной медалью «За долголетнюю и плодотворную деятельность по развитию атомной науки».
Источник: Померанцев Глеб Борисович / Персоналии // Эволюция отрасли /// История Росатома.
В 1968 был переведен в г. Шевченко (полуостров Мангышлак) на Мангышлакский энергозавод (ныне Мангышлакский Атомный Энергокомбинат (МАЭК). Здесь он возглавил работы по организации технологических лабораторий, вместе со Скориковым Н. В., Твердовским Н. Д., Пискуновым Е.М по подготовке и проведению физического пуска реактора БН-350, первого в мире опытно-промышленного реактора на быстрых нейтронах с жидкометаллическим теплоносителем (натрием). За успешное осуществление пуска реактора БН-350 Указом Президиума Верховного Совета Казахской ССР в 1973 году награждён Почетной грамотой.
На комбинате проработал двадцать лет. Работал сначала заместителем главного инженера БН-350 по научной части, затем с 1978 года заместителем главного инженера по науке и ядерной безопасности предприятия. Все эти годы он активно руководил исследованиями по изучению поведения реактора БН-350 и отдельных его элементов при работе на высоких уровнях мощности и на этой основе руководил разработкой предложений по улучшению физико-технических и технико-экономических характеристик реакторной установки. Перейдя работать на реактор БН-350, Г. Б. Померанцев не терял связи с ПО «Маяк», оставаясь членом ученого совета комбината.
Источник: Померанцев Глеб Борисович / Персоналии // Эволюция отрасли /// История Росатома
С августа 1989 продолжил преподавательскую работу в должности профессора кафедры физики и химии общетехнического факультета (ОТФ) Казахского политехнического института имени В. И. Ленина в городе Шевченко (г. Актау).
Дочь — Мария Померанцева. Внуки — Евгений Померанцев, Константин Померанцев.
По жизни Г. Б. Померанцев всегда был оптимистом, хотя его здоровье оставляло желать лучшего — он хромал и у него висела рука, что было следствием перенесенной в детстве нейроинфекции.
До последнего дня Глеб Борисович Померанцев продолжал трудиться, работая референтом-консультантом на МАЭК и профессором университета.
Глеб Борисович Померанцев скончался 30 марта 2003 года.
Источник: Померанцев Глеб Борисович / Персоналии // Эволюция отрасли /// История Росатома

## Научные работы
Научно-исследовательские работы по направлению повышения производительности ядерных реакторов, создания реакторов на быстрых нейтронах и их совершенствования.
В 1961 году в институте атомной энергии имени Курчатова И. В. по совокупности выполненных работ защитил диссертацию на соискание ученой степени кандидата, а в 1967 году там же — диссертацию на соискание ученой степени доктора технических наук.
С 1963 года по 1968 год, наряду с основной работой, заведовал кафедрой ядерной физики и техники в вечернем отделении № 1 Московского инженерно-физического института (МИФИ) в г. Озёрск.
В 1967 году утвержден в ученом звании доцента, а в 1968 году — в ученом звании профессора. В 1968 году, в связи с двадцатипятилетием института атомной энергии им. И. В. Курчатова, награждён памятной медалью «За долголетнюю и плодотворную деятельность по развитию атомной науки».
В апреле 1975 года избран членом- корреспондентом Национальной Академии Наук Казахской ССР. С 1976 года — научный сотрудник в Шевченковском отделении Казахского политехнического института (ныне — Казахский национальный технический университет).
В 1989 написан, а затем издан совместно с доктором педагогических наук, кандидатом физико-математических наук, профессором Ахметовым А. К. учебник для студентов технических специальностей «Курс общей физики» в трех томах.

## Награды
2 раза награждён орденом Трудового Красного Знамени.